# هيلينا فروم
هيلينا فروم (بالألمانية: Helena Fromm)‏ (و. 1987  م) هي لاعبة تايكوندو ألمانية، ولدت في آرنسبرغ، شاركت في الألعاب الأولمبية الصيفية 2008، والألعاب الأولمبية الصيفية 2012، وتايكوندو في الألعاب الأولمبية الصيفية 2012 – سيدات 67 كجم ‏.

## جوائز
حصلت على جوائز منها:
- ورقة شجر الغار الفضية.

## روابط خارجية
- هيلينا فروم على موقع TaekwondoData.com (الإنجليزية)
- هيلينا فروم على موقع اللجنة الأولمبية الدولية (الإنجليزية)
- هيلينا فروم على موقع أوليمبيديا (الإنجليزية)
- هيلينا فروم على موقع اللجنة الأولمبية الألمانية (الألمانية)